# Тільки в танцювальній залі
«Тільки в танцювальній залі» (англ. Strictly Ballroom) — австралійський музичний фільм 1992 року, трохи схожа на казку історія з фейєрверком бальних танців, у який змішалися мюзикл, мелодрама, комедія, психологічна драма.

## Сюжет
Іронічний, театралізований фільм, несподівано теплий і чуттєвий, про молодого танцюриста-новатора Скотта Гастінгса, який намагається утвердити власний стиль всупереч підступним знайомим і консервативним хореографам. Водночас це історія його нової «партнерки-замазури», яка стає королевою танцю. Безперечний вплив Карлоса Саури («Кармен») і Джона Бедема («Лихоманка суботнього вечора»), як безперечно і оригінальна парадоксальність бачення Лурмана, витонченого постмодерніста і в той же час гарячого романтика. У Канні фільм викликав фурор серед публіки.